# Coca de chicharrones
La coca de chicharrones (en catalán, coca de llardons) es una coca dulce típica de los Pirineos catalanes. Se elaboran con huevos, azúcar, harina, chicharrones y piñones, y tradicionalmente se come en la época de carnaval, a partir del jueves lardero y que antiguamente ayudaba a encarar el período de ayuno de la Cuaresma.
Se trata de la receta catalana de la torta de chicharrones, presente en toda la geografía española por ser uno de los dulces más extendidos del país.
Desde principios del siglo XX, pueden encontrarse en varias zonas de Andalucía, en especial en Granada y Almería, debido a la adopción de la receta por parte de personas que emigraron a Cataluña por motivos laborales. También se ha extendido por toda la geografía catalana, en las que se consume especialmente en algunas celebraciones: las tortas de chicharrones son típicas en los días previos a la Cuaresma, sobre todo a partir del jueves graso, días de platos grasos y de excesos culinarios. No obstante, hoy se encuentran todo el año y forman parte de la gran variedad de dulces de las festividades populares más vividas, como la noche de San Juan o San Pedro. Las cocas de chicharrones suelen ir acompañadas de un vino dulce, moscatel, malvasía o cava.
Comparte con la coca de tocino (coca de xulla) el uso de tocino, pero en este caso la coca es pequeña, plana y tapada, pues el tocino va dentro. Es casi una empanada, pero más plana y tiene una masa diferente. Tiene una textura más bien seca gracias a la pasta de hojaldre, y es muy calórica, lo que explica su origen montano.